# Bombardier NGTD12DD

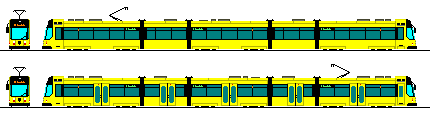
Rysunek tramwaju NGTD12DD

Bombardier NGTD12DD − niskopodłogowy, jednokierunkowy tramwaj wyprodukowany przez Bombardier Transportation w Budziszynie dla Drezna.

## Eksploatacja
Pierwszy tramwaj serii NGTD12DD wyprodukowano w 2003. Natomiast dostawy zakończono w 2005 dostarczając łącznie 32 tramwaje. Z racji dobrych wyników eksploatacyjnych zdecydowano się na zakup dodatkowych 12. Zostały one dostarczone w latach 2009-2010. Obecnie po Dreźnie jeżdżą 43 tramwaje tego typu, oznaczono je nr od 2801 do 2843. 

## Konstrukcja
Tramwaje NGTD12DD są tramwajami 5 członowymi, 12-osiowymi, jednokierunkowymi wchodzą w skład rodziny tramwajów Flexity Classic. Tramwaj składa się z 3 członów dłuższych opartych na 2 wózkach każdy (człony nr 1, 3, 5) oraz dwóch członów krótszych podwieszonych (człony nr 2 i 4). Drzwi dla pasażerów są w każdym członie na środku, każde drzwi są dwuskrzydłowe. W tym tramwaju są także drzwi dla motorniczego, umieszczono je przed pierwszym wózkiem. W tramwaju jest 107 miejsc siedzących, łącznie w tramwaju może jechać 260 pasażerów. W tramwaju są cztery wózki napędne. Każdy wózek ma po dwa silniki o mocy 85kW każdy. Tramwaje NGTD12DD były pierwszymi tramwajami w Dreźnie z monitoringiem. 